# Parpanița, Vaslui
Parpanița este un sat ce aparține orașului Negrești din județul Vaslui, Moldova, România.
 Acest articol despre o localitate din județul Vaslui este deocamdată un ciot. Puteți ajuta Wikipedia prin completarea lui.